# Roy Hay

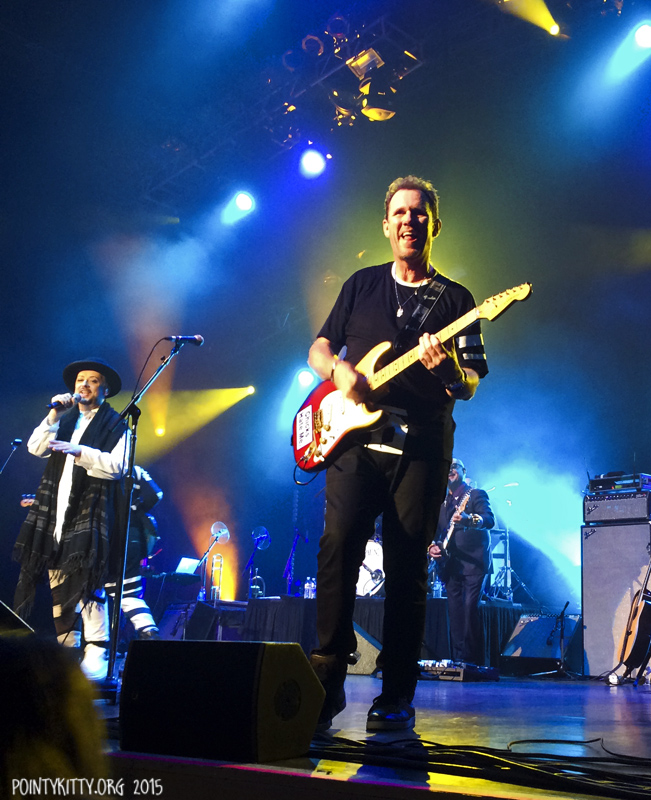
Roy Hay, 2015

Roy Ernest Hay (* 12. August 1961 in Southend-on-Sea, England) ist ein britischer Musiker und Gitarrist und Keyboarder bei Culture Club.

## Leben und Werk
Hay wurde als Sohn eines Hafenarbeiters 1961 in Southend geboren. Nach seiner Schulzeit begann er 1980 eine Friseurlehre in Stamford, Essex.
Zu dieser Zeit war er Mitglied in der Band „Russian Bouquet“, die er aber wieder verließ, nachdem er 1981 mit Boy George in Kontakt kam. Zusammen mit Jon Moss und Mikey Craig nannten sie sich „Culture Club“.
Weihnachten 1982 heiratete Hay Alison Green. Die Ehe wurde 2005 geschieden. Hay und Green haben eine Tochter.
1987 gab die Band ihre Auflösung bekannt. Er gründete das kurzlebige Popduo This Way Up, welches aber keinen Erfolg brachte. Nach dieser Zeit wurde Roy Hay als Komponist für Film und Fernsehserien wie die Krimiserie Immer wieder Fitz tätig. 1998 bis 2002 gab es ein Comeback von Culture Club und 2014 eine Reunion in der alten Besetzung.